# 岡山県立聾学校寄宿舎火災
岡山県立聾学校寄宿舎火災（おかやまけんりつろうがっこうきしゅくしゃかさい）は、1950年（昭和25年）12月20日に岡山県立聾学校の寄宿舎で発生した火災。死者16人。
火災前の1948年（昭和23年）の時点で、前身の盲聾学校が聾学校、盲学校に分離していたものの、同じ敷地内でかつ寄宿舎は一緒であったことから岡山県立盲聾学校火災、岡山県立盲聾学校寄宿舎火災として記録されていることがある。

## 概要
1950年12月20日午前2時ころ、岡山県岡山市西古松に存在した岡山県立聾学校寄宿舎の静養室から出火。二階建て二棟、平屋一棟の寄宿舎が全焼した。火の回りが早く、当直の職員は起こしに行けなかったこともあり、二階で就寝していた生徒のうち16人が逃げ遅れて焼死した。
当時、建物内は電灯の設置が不十分だった。太鼓を鳴らして響かせた振動で時間や異常発生を知らせていたが、生存者は当夜の太鼓の合図は聞こえなかったと語っている。深夜の異変に気付いた上級生らが起こして回ったものの、熟睡していた低学年らを中心に被害が出た。
このことで、聴覚障碍者に緊急時の情報を伝達し避難を促す手法の必要性を考える契機となった。
現在の同校では、強い光の点滅で緊急事態を知らせる警告灯（フラッシュライト）が備え付けられ、定期的に避難訓練も行っている。
その後、新聞社が集めた義援金の一部で「十六学童の碑」が建立された。
その後、校名は岡山県立岡山聾学校に変更、学校の場所も移転したため石碑も移転先に移築されている。